# ガー目
ガー目（ガーもく、学名：Lepisosteiformes）は、条鰭綱に所属する魚類の分類群の一つ。ガー科 （Lepisosteidae）1科のみで構成され、スポッテッドガー・アリゲーターガーなど2属7種が記載される。また、学名に従ってレピソステウス目、レピソステウス科と表記されることも多い。新鰭亜綱に含まれる現生の魚類として、アミア目と並び最も原始的な一群とみなされている。新鰭亜綱の下に、ハレコストーミ類と呼ばれる区分があり、それに属している。真骨類には含まれない。
学名はLepisosteiformes（レピソステウス目）とされることが多いが、Semionotiformes（セミオノータスまたはセミオノートゥス目）と統合して扱われることも少なくない。後者は（ガー科を除き）全て絶滅し、現生種はない。
学名は、Lepis（鱗の意）とosteus（骨の意）の合成語から成る。学名を直訳し、鱗骨魚科またはリンコツギョ科と書かれることもある。硬鱗（ガノイン鱗）をもつことから、またそれが光沢を放つことから硬鱗魚（こうりんぎょ）または光鱗魚（こうりんぎょ）とも呼ばれる。ただし、硬鱗をもつ魚類には、アミア目、チョウザメ目、ポリプテルス目などの異なる系統も含まれる。

## 分布・生態

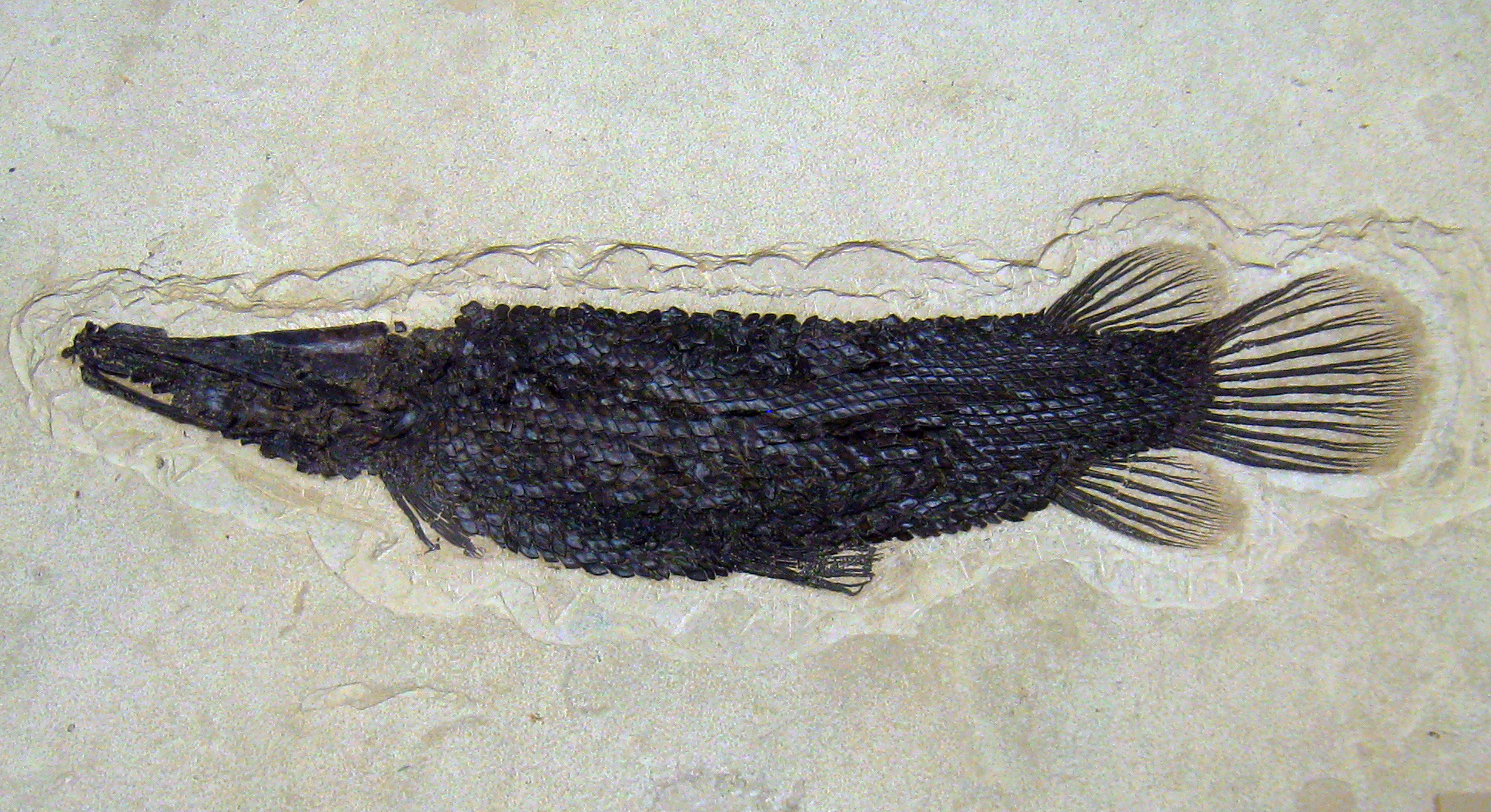
ガー目の化石種（Atractosteus simplex）。ガー類は白亜紀から始新世にかけてほぼ全世界で繁栄したが、現生種の分布は北アメリカ・中央アメリカに限局する

現生のガー目の魚類は北アメリカの大西洋側・中央アメリカおよびキューバに分布し、ケベック州南部に生息するロングノーズガー、ニカラグア湖周辺のトロピカルガーがそれぞれ北限と南限になっている。基本的にすべて淡水魚であるが、汽水域でも観察されることがあるほか、アリゲーターガーはメキシコ湾内に生息する個体群があり、他にはキューバンガーなど一部の種類は海域にも進出することが知られている。既知種は全て北アメリカ大陸の大西洋側にのみ分布するが、メキシコの太平洋側にキューバのキューバンガーに似た個体がいるとの説があるが詳細は不明である。
ガー類は水草の生い茂る浅場や三日月湖（河跡湖）、バイユーとよばれる湿地帯など、流れの緩やかな静水域に生息することが多い。食性は肉食性で、ある程度まで成長したものは他の魚類や甲殻類を主に捕食する。孵化した仔魚は他の魚と同様に卵黄が付いており、それが吸収されるとアカムシ、ボウフラ、ミジンコ、その他の動物プランクトンを食べる。稚魚になると水に落ちた昆虫、水生昆虫や小型の甲殻類も食べる。
水域の生態系では上位捕食者に位置する。特に、アリゲーターガーは成魚になれば、ほとんど外敵に襲われる心配がなくなる。しかし、ヤツメウナギ類の攻撃からは逃れることができない。硬い鱗も破られてしまう。一方でヤツメウナギは皮膚から毒を含む粘液を分泌することで、ガーなどに捕食されることを防いでいる。

## 歴史
硬骨魚類および軟骨魚類において現生する目の中では、シーラカンス目、ギンザメ目に次いで早く出現した。Semionotiformes目は古生代ペルム紀後期の地層から最古の化石が見つかっている。
Lepisosteus 属は南北アメリカ大陸・ヨーロッパ・インド、Atractosteus 属は南北アメリカ大陸・ヨーロッパ・アフリカからの報告がある。ガー科に属する種は、白亜紀前期の約1億1000万年前に初めて現れたとされる。古代における本目魚類の生息範囲は現代よりも広く、特に中生代白亜紀から新生代始新世にかけては世界の大部分に分布していたとみられている。しかし、現時点においてはオーストラリアと南極大陸からは化石が発見されていない。日本を含むアジア地域には現生のガー科魚類はいないが、北九州の白亜紀の地層から化石種が発見されている。
ペルム紀後期からジュラ紀にかけては変化があったものの、白亜紀以降は形態においてほとんど変化がない。故に、古代の形態をとどめていることから、生きた化石（有名な例としてはシーラカンス（ラティメリア）やカブトガニなどがある）と呼ばれている。この形態が成功したものであるためか、現在までにペルム紀大絶滅、三畳紀大絶滅、恐竜や首長竜などの爬虫類が絶滅したことで知られる白亜紀大絶滅といった3回の大量絶滅を経験しているが、それらを生き残ることができた。

## 形態

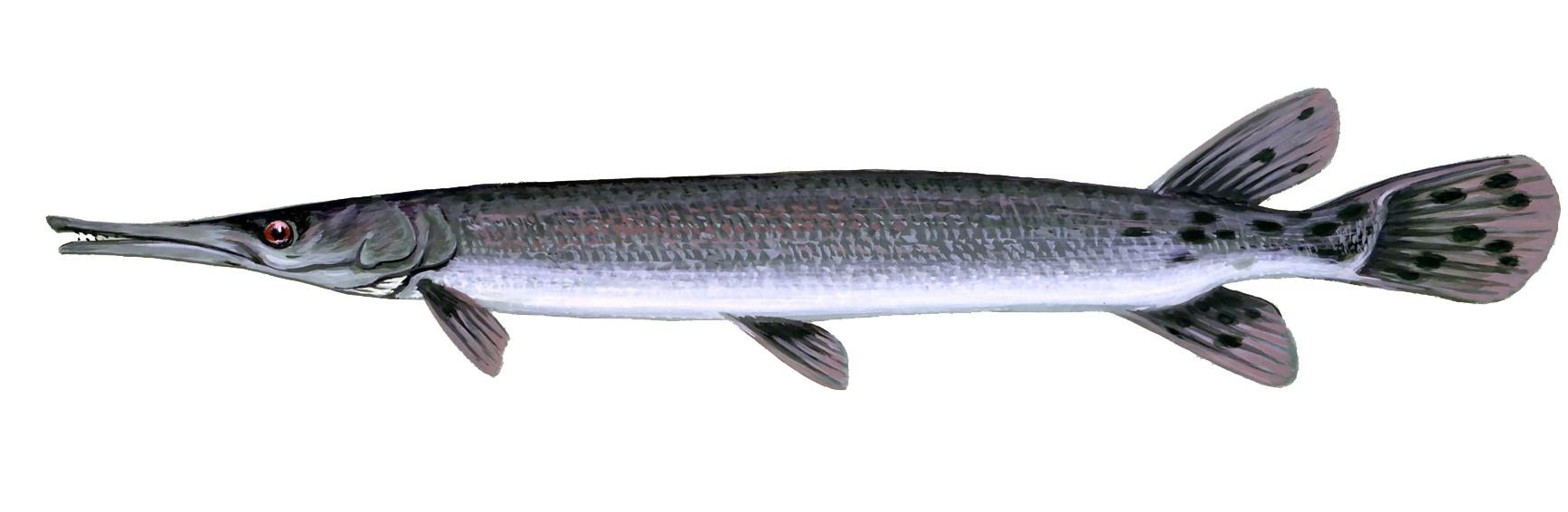
ショートノーズガー（Lepisosteus platostomus）。細長い体と吻の突き出た顎、全身を覆うガノイン鱗（と尾鰭の形態がガー科魚類の特徴である

ガー目の仲間は細長い体と、吻（口先）の突出した著しく細長い両顎をもつ。下顎のみが長いサヨリ科などとは異なり、上顎の方がやや長く突き出る。最大でも全長88cmのショートノーズガーを除く6種はいずれも全長が1mを超える記録があり、最大種であるアリゲーターガーは最大で3.05m、体重ではこれよりわずかに小さい個体で137kgの記録がある。細長い顎には、針のように鋭い歯が並ぶ。
背鰭は体の後方に位置し、臀鰭と互いに向かい合う。尾鰭は上下非対称の異尾となっているが、より古い系統の魚類と比較しその形状は簡略化されている。骨格は完全に硬骨化し、鰓条骨は3本で、間鰓蓋骨を欠く。両側に2個以上の上側頭骨をもち、鋤骨は対となる。主上顎骨は小さく不動性で、前上顎骨をもたない。椎骨は前方が突出し、後方が窪んだ後凹性で、ヨダレカケ属を除いて、他の魚類にはほとんど見られない特徴となっている
全身が堅牢な菱形の鱗（ガノイン鱗）で覆われ、側線鱗は50-65枚。ガノイン鱗は現生種では本目とポリプテルス目・チョウザメ目・アミア目などに共通してみられる、原始的な硬骨魚類の特徴の一つである。
浮き袋には血管網が発達し、肺のように空気呼吸を行うことが可能となっている。ガー類が好んで生活する流れの少ない水域は、低酸素状態に陥りやすいが、空気中の酸素を取り入れることで生存を図ることができる。ただし、鰓呼吸の機能は空気呼吸ができない魚に比べて劣り、それだけでは生存できない。実際に、空気を吸うための隙間がなくなったことにより、空気呼吸ができなくなり死亡した例がある。
急激な変化には弱いものの、緩やかに変化するのであればpH（水素イオン指数）や水温が高いなどといった他の魚が生きられない悪条件でも生存できる。

## 人間との関わり

### 飼育

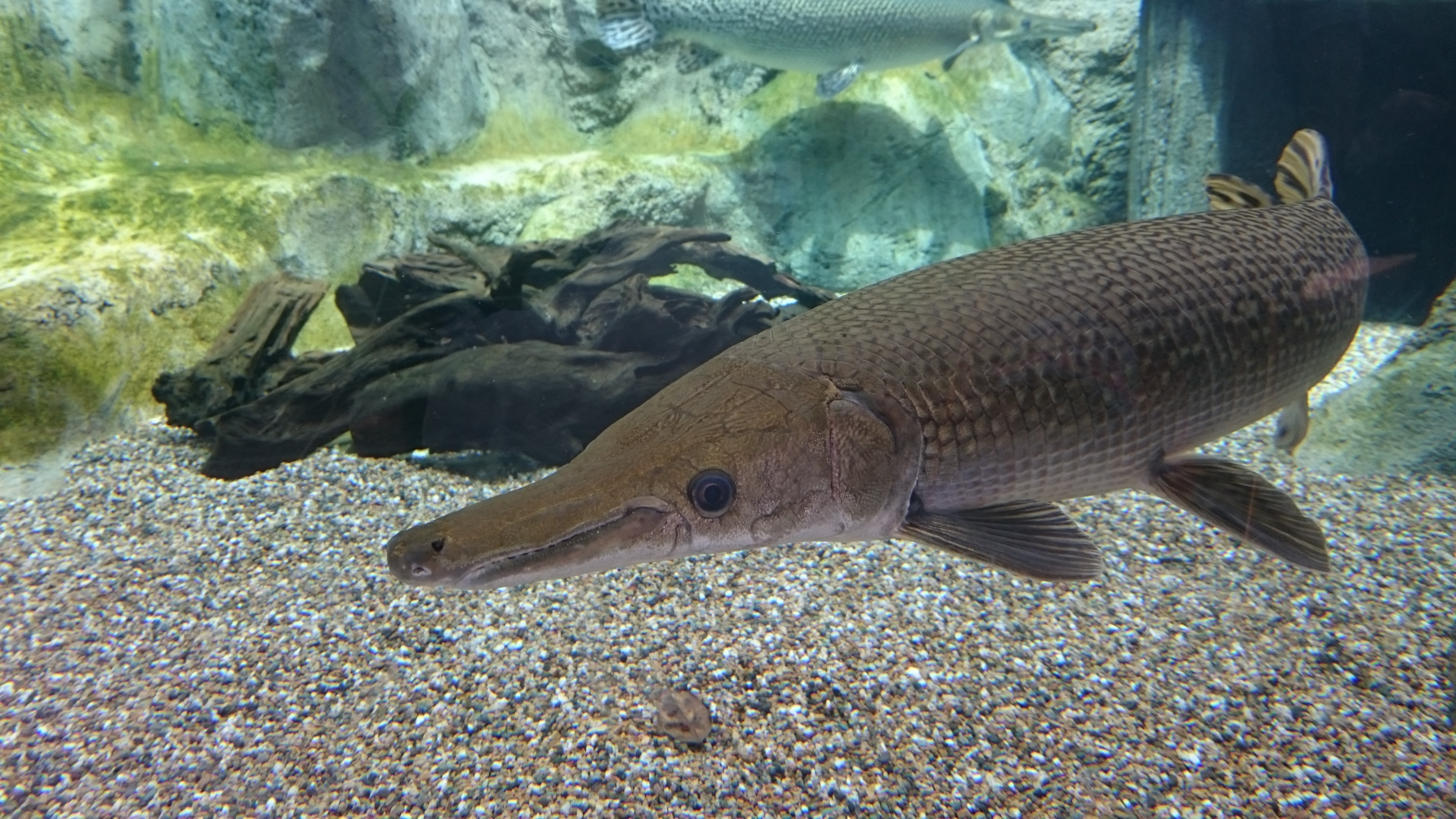
飼育下のアリゲーターガー

ガーの仲間は観賞魚として、世界各地の水族館、時には個人のアクアリウムでも飼育対象となる。総じて大型になり体も頑丈なため、飼育にあたっては体長の1.5倍程度の幅と奥行きのある水槽が必要で、Atractosteus 属の3種とロングノーズガーについては特に大型の水槽が求められる。無理に狭い水槽で飼育すると、成長に支障が出たり、吻の先端を傷つけてこぶができてしまうことがある。鋭い歯をもつため扱いには注意を要する。飛び出し防止のための、ふたは必須である。空気呼吸をするため、必ずふたと水面の間に体高の1〜2倍程度の空間を確保する必要がある。
大きさを除けば、とても管理が容易であるといえる。ほとんどの魚類に比べ病気にかかりにくい。もし、ガーが生存できないのであれば、飼育者の管理や使用器具の問題が真っ先に疑われるといってもよいほどである。
性質はおとなしいため、同種異種を問わず全長が半分以上ある複数の魚とも混泳ができる。それ未満であれば尾ビレやその他のヒレをかじられてしまうことがある。そういった場合はどちらかを他の水槽に移す必要がある。ガー同士が最も好ましいが、コイ、フナ、ナマズやポリプテルスなど、大きさが適当であればほとんどの淡水魚と同じ水槽で飼うことができるため、そういった飼育例も多い。ただし、ニホンナマズなどの一部のナマズは攻撃的な種もありやや小さい大きさであっても、ガーに対し攻撃することがある。その際には、驚いたり逃げようとしたりすることも多く、水槽の壁に体や吻をぶつけてしまうことがある。
餌は人工飼料よりも生き餌を好む。毒がなく大きさが適当であれば、種類を問わず様々な淡水魚、エビ、ザリガニ、カエルなどを食べる。ただし、ガーは餌をとらえることが上手ではないことや、在来の川魚には動きが素早いものが多いため（例えばオイカワ、ウグイ、カワムツおよびヌマムツなどが挙げられる）水槽が極端に広すぎる場合、捕まえることが困難になることがある。

### 琵琶湖などにおける繁殖の可能性とその影響について

#### 繁殖に関する疑問
近年、飼育放棄による河川への放流が相次いでいる。主な河川としては、多摩川や呑川などが挙げられる。特にアリゲーターガーの場合、かつては幻のガーと呼ばれる程、非常に高価であったため、十分に資金がなければ購入できなかった。しかし、1994年に大量輸入が始まり価格が暴落したため、安易に飼育することができるようになり、それと同時に河川等への放流が目立つようになった。成魚であれば10℃程度の低水温にも耐えるため、工業排水の放出があるなどの温暖な河川では、密放流（外来種参照）された個体が越冬・繁殖する可能性がある。ただし、2011年8月15日現在、それらの明らかな証拠は確認されていない。
琵琶湖では漁業資源や固有の生物相への悪影響が危惧されている。しかし、現時点では国内全ての淡水域において深刻な影響や漁業被害も報告されていない。2008年9月22日、琵琶湖で全長89cmのアリゲーターガーが捕獲されたが、これは繁殖したものではなく、ある程度まで成長してからの飼育放棄により放流されたものである可能性が高い。
仮にアリゲーターガーが繁殖しているとすれば、成魚や若魚だけではなく、幼魚や稚魚も捕獲されるはずで、むしろ後者の方が捕獲例が多くなるはずである。しかし、幼魚や稚魚は捕獲された例がない。これまで捕獲されたものは全て成魚や若魚であり卵も発見されておらず（卵の外見も全ての在来魚とは異なる）、繁殖は確認されていない。以下の条件によりアリゲーターガーが琵琶湖で繁殖できるかは疑問がある。

##### 水温
琵琶湖は一年で数ヶ月間は水温が10℃（50℉）を下回り1〜2月には4℃（40℉）程に下がるため、アリゲーターガーにとっても越冬は難しいと考えられる。特に仔魚から幼魚のうちは10℃未満の低温や急激な水温への変化に耐えることができない。
原産地は温帯に属す場所も多いが、冬の気温が高いため、年間における水温差が小さい。琵琶湖などは水温差が大きく、変動も激しいため、生存に適しているとはいえない。
ミシシッピ川の河口周辺では5月、メキシコでは4月に産卵するが、日本は現地に比べ春の訪れが遅いため仮に産卵できる場合であっても、それよりも遅くなる。現地では食料資源も豊富で冬の訪れも遅いため、その前にある程度成長し越冬のための体力と栄養（主に脂肪）をつけることができる。しかし、日本では夏が短いことに加え、栄養価のある食料も少なく、越冬に見合わせた分の体力をつける前に冬を迎えることとなる。よって、原産地よりも寒く長い冬を乗り越えることは困難になる。
日本に輸入されるものは、原産地ではなく年間を通して温暖な東南アジアで養殖された個体である。当然、何世代も温暖な環境で過ごしているため、野生個体に比べ多少なりとも耐寒性が衰えている。

##### 日本の河川における環境
工業排水などにより年間を通して水温の高い河川もあるが、そういった場所は川底や岸部がコンクリートで覆われていることが多く、獲物である淡水魚が不十分な場合も多い。十分にいる場合であっても、アリゲーターガーは流れの速い場所に適していないことや、高く跳ねることもできないことにより堰や魚道などの高低差がある場所を上ることもできない。そのため越冬できる場所は更に限定される。在来種は低温に耐えることができるため、他の場所に避難することによって食糧不足に陥るため、生存率は低下する。
日本の河川は長期生存に適した環境が少ない。流れの遅い場所が連続している場所が原産地では一般的であるが、日本では大きな川の河口付近や下流を除いて、そういった場所が少ない。多くの場合、淵、とろ場、平瀬、早瀬が交互に連続していることが多く、瀬で流されることはあるが、上ることができない。また、ダムや堰などで分断されている場所も多い。従って大きな河川の下流を除いて、河川での長期生存・繁殖の可能性は低い。
呑川のように全面あるいは両岸がコンクリートで覆われている河川（都市河川）は、食料資源が不足するという条件で長期生存および繁殖は不可能であると考えられる。
水位の変化が激しいことも、繁殖に向かない条件となる。卵は水深の浅い場所に産み付けられるため、水位が下がった場合、ふ化する前に干上がってしまう可能性がある。反対に、水位が上がった場合は、後述のような危険にさらされる。

##### 洪水および鉄砲水
遊泳能力が乏しいため、洪水で全滅あるいは多くが死滅してしまう可能性もある。原産地であっても洪水は起こるが、河川の勾配が緩く川幅が広いため、水量は増えるが流速はそれほど速くならない。よって、原産地では海まで流される危険性は低い。しかし、日本のほとんどの河川は原産地よりもはるかに勾配が激しく川幅も狭いため、水量が増えれば流速が普段の数倍〜20倍程度になることも珍しくない。普段はほとんど流れがない場所であっても、同じ場所とは思えないほど激変することも多い。原産地では堤防が決壊し氾濫することで、流れが分散されることもある。しかし、近年の日本ではそういったことはそれほど多くなく、狭い場所に水が集中することにより、下流や河口付近であってもかなりの流速になる。従って海まで流されてしまう可能性も低くない。その際には水の勢いにより沖合数km〜十数kmまで流されてしまうと考えられる。更に、海流、潮流や波に翻弄され流されることもあるため河川に戻ることは難しくなると考えられる。原産地では汽水域に進出することが知られているが、原産地では汽水域の面積も広いため、急激に塩分濃度が変化しない。実際に移動する際も、ある程度の時間をかけて塩分に慣らすため、急激な濃度の変化には耐えられない。従って塩分濃度の変化が原因で死滅してしまう可能性が高い。仮に、それに耐えることができたとしても、海には淡水とは比べ物にならないほど多くの捕食者がひしめいており、そういった捕食者に対してほとんど無力であると考えられる。それゆえ、動きの鈍いことが災いし、なすすべなく簡単に捕食されてしまう可能性が高い。従って一旦海に流されれば、生存できる可能性はほとんどないといえる。
洪水により卵も被害を被ると考えられる。卵は水草や川底の石に付着するが、現地では水流が遅いため、流されてしまう心配が少ない。しかし日本の河川では、卵を付着させた石や水草ごと流されてしまうか、上流から運搬された土砂に埋もれてしまう可能性が高い。また仮にそれを免れることができた場合も、下流では洪水の前後で流路が大きく変化することも多い。洪水の前は水面下に産みつけられた卵も、洪水後に水位が下がった時、水面から出てしまうこともある。

#### 仮に繁殖した場合の影響について
また、以下の理由から外来魚・特定外来生物であるブラックバス（オオクチバスやコクチバスなどの総称）、ブルーギルほど深刻な悪影響を与えることはないと考えられる。

##### 低温に弱いこと
1年を通して水温の低い水域には生息できないため、そういった場所の魚類には影響が及ばない。ブラックバスやブルーギルはガーに比べて低温に強いため、影響を与える水域も広くなる。

##### 流れの速い場所を泳ぐことが得意でないこと
日本の河川はガーの繁殖に適した、流れが穏やかな場所が少ない。また、河川にすむ在来魚は細い紡錘形の体を発達させることで、ガーよりも遊泳力が高いため、瀬が多く流れが速い河川に適応している。よって、そういった河川にはガーは繁殖できず、そこにすむ在来魚には影響が及ばない。

##### 空気呼吸の穴
ほとんどの魚と違い、数分おきに空気呼吸のため水面まで上がり空気を吸う必要があるため、長時間深い場所に潜ることができない。琵琶湖は平均水深が41.2mあり、多くの魚は水深が深い場所に逃げ込むこともできると考えられる。ブラックバスやブルーギルは鰓呼吸であるため、深い場所に潜り続けることができる。

##### 体や習性におけるデメリット
水深の浅い場所には水生植物（ヨシなどの抽水植物、その他浮葉植物や沈水植物）が群生している場所も多く、体が大きく柔軟性に欠けるアリゲーターガーはそういった場所に入ることができない。または動きがかなり制限される。そのため在来種の魚は、一時的または長期的に、そうした場所に隠れたり逃げ込んだりすることもできる。同様の理由で、浅いまたは幅の狭い河川や水路、岩場、消波ブロック、沈んだ流木、倒木や船、護岸、杭や水中の立木が密集した場所、不法投棄されたゴミ（皮肉にもこうした物が水生動物に隠れ場所や産卵場を提供することがある）等に避難することもできる。例えば、ニゴロブナは障害物の多い場所を好むため、それほど生存が脅かされないと考えられる。ブラックバスやブルーギルは体も柔軟であり、大きすぎないことや幅が狭いことにより、そういった障害物の中でも難なく泳ぐことができる。
待ち伏せ型であるため、ほとんどの在来魚に比べ動きが鈍く、瞬発力も低い。従って前述のものと矛盾するようであるが、身を隠すことができない場所では、魚を捕まえることが難しいと考えられる。当然のことながら、身をひそめる場所のない沖合や開けた場所に逃れることもできる。また、ガーの仲間は他の肉食魚類に比べ、獲物をとらえることが得意でないため、多くの在来魚であれば襲われた場合も、十分に逃げ切ることができると考えられる。特定3種は、動きが素早く獰猛であるため、在来魚を容易に捕食してしまう。

##### 成熟までの時間が長いこと
仮に、密放流された成魚が越冬し産卵したとしても、他の淡水魚に比べ成熟するまでに要する時間が長いことにより爆発的に増加するおそれはない。アリゲーターガーは成長が早く現地では6〜11年で成熟するが、それは冬の水温が高く十分に食料があるという好条件下の話である。水温が20℃未満であれば成長速度が遅くなり、15℃以下に低下すればほとんど止まってしまうため、原産地よりも成熟までに時間がかかる。短期間で増加すれば他の生物がそれについていけない可能性があるが、数十年の時間をかけて増加するのであれば、他の生物はそれに合わせることができる。他の淡水魚はアリゲーターガーに比べ世代交代がかなり早いため、環境の変化にも適応しやすい。
ブルーギルが急激に増加した理由としては、早いものは1年で成熟すること、稚魚までは親に保護されること、幅広い食性、環境に対する適応力が挙げられるが、全てのガーはこれらの条件を満たしていない。

##### 成熟するまでの生存率が低いこと
成魚になるまでの生存率が低いことからも、爆発的に増加しないといえる。成熟するまでの時間が長いこともあり、そのうちは様々な動物に、全長が0.8〜1mを超えるまではビワコオオナマズに捕食され、成魚になる前に十分に減少する可能性がかなり高い。特にブルーギルは、他の魚類の仔魚や稚魚を好んで捕食する。。ガーの仲間は体高が低く、棘条もないことから、同じ全長の多くの魚類に比べ捕食されやすい。一方で、高い体高と背びれに約10本、尻びれに約3本の棘条をもつブルーギルはブラックバスおよびその他の魚類に捕食されにくいことがわかっている。。また、ビワコオオナマズは、雑食性の種が多い在来魚のうちでは極めて魚食性が強く、他の在来魚には捕食されにくいブラックバスやブルーギルも捕食できることが知られている。
アリゲーターガーは昼行性であるため、夜間は水面付近に浮くような体勢でほとんど動かない。故に夜行性の捕食者にはほとんど無防備であり、ナマズは昼間は深い場所（底層や中層）で隠れているが、夜間には表層・沿岸近くで活動することも多い。そのため、それらに簡単に捕食されてしまうと考えられる。

### その他の関わり
アリゲーターガーなど一部の種類は食用としても利用される。一方で、ガー類の卵は一般に有毒で、実験的に投与されたマウスに対し致死的に作用することが知られる。この毒が生態学的にどのような意味をもつのかは、ほとんどわかっていない。卵の直径は3mm程度で、緑色であり、水草や川底の石に付着できるようになっている。
釣りの愛好家の中には、アリゲーターガーが、釣りの対象になる魚を食害し、水産資源を激減させていると考えている者もいる。しかし、実際にはこの考えは誤りである。詳しく調査された結果、アリゲーターガーはこれらの魚類や水鳥を希にしか食べず、その他の魚類や甲殻類が主な捕食対象であることがわかった。むしろアミアと同様に、ガーがいなければその水域は他の魚類で過密状態に陥り、健康な個体が生育できなくなってしまうのではないかという指摘がある。

## 分類

### 現生種

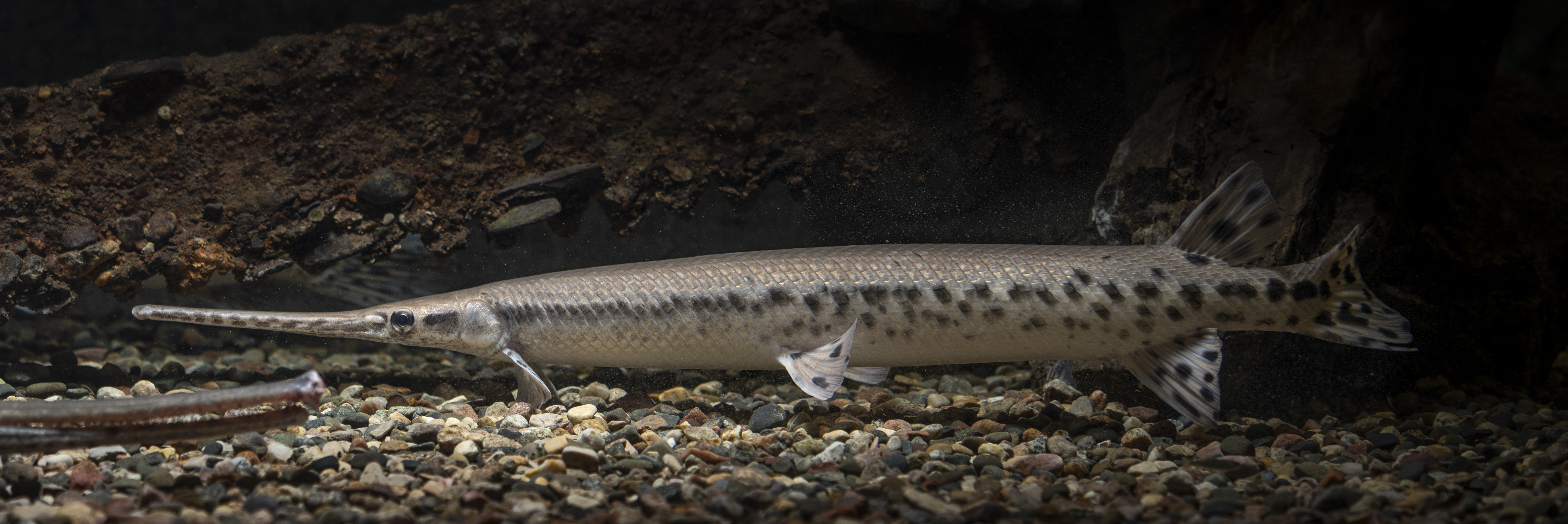
ロングノーズガー（Lepisosteus osseus）。繁殖期に河川を遡上する習性が知られている

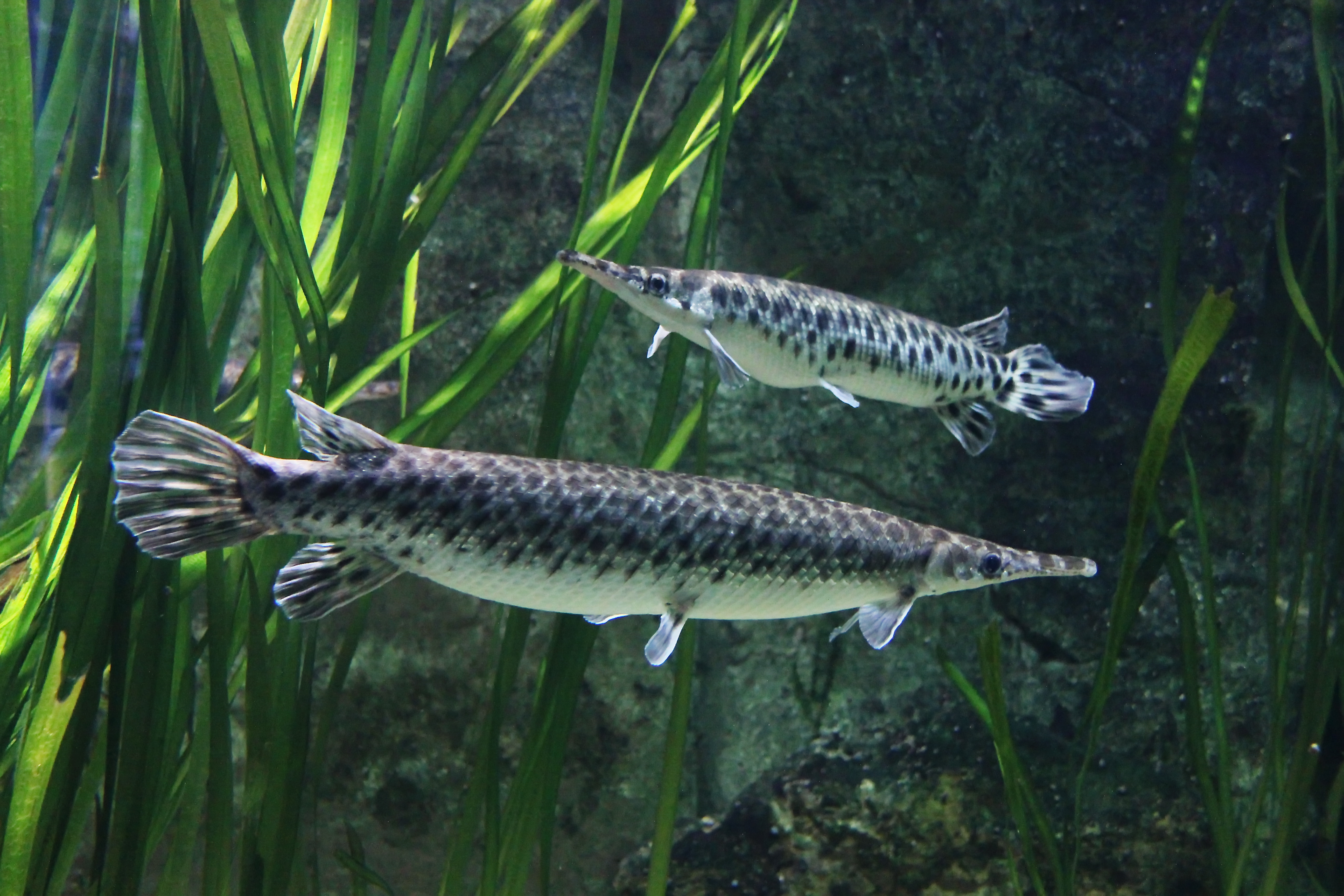
スポッテッドガー（Lepisosteus oculatus）。斑紋による体色が特徴で、最もよく知られたガーの一種である

ガー目はガー科のみ1科で構成され、Nelson（2006）の体系において2属7種が認められている。顎口上綱に含まれる魚類には55の目が存在するが、このうち8番目に種の数が少ない。2属は鰓耙の本数と形態で鑑別され、Atractosteus 属は59-81本の大型の鰓耙をもつ一方、Lepisosteus 属の鰓耙は小さく14-33本である。
東南アジアに分布するニードルガー（英名：Freshwater garfish、学名：Xenentodon cancila）やヨーロッパ周辺の海域に分布するガーフィッシュはガーに似た外見をもつが、この目には属さない。どちらもダツ目ダツ科に含まれる。また、ガノイン鱗もなく、分布も重なっていない。

#### Atractosteus（アトラクトステウス） 属
アリゲーターガー Atractosteus spatula (Lacepède, 1803)
本目の種としては最大で、成長が早く通常は2m程度、最大で3mにもなるため、個人での飼育には不向き。しかし、飼育下では1mを超えないこともある。メキシコ産とミシシッピ産の2タイプが知られ、後者のほうがより大型化するといわれる。
キューバンガー Atractosteus tristoechus (Bloch & Schneider, 1801)
キューバ島西部および青年の島に分布し、最大で全長2mに達する。「マンファリ Manjuari（現地語での呼び名）」ともよばれる。ほとんど模様がないオリーブ・グリーンの体色をしている。吻はガーパイクの中で一番幅広い。現地で厳重に保護されていて、かつては幻のガーだった。現在では定期的に輸入されており、一般にも入手可能である。卵には毒がある。
トロピカルガー Atractosteus tropicus Gill, 1863
産地によって「トロピカル・ジャイアントガー」・「チャパシウス」・「ニカラグア」の3タイプに分けられている。体色や斑紋には個体差がある。

#### Lepisosteus（レピソステウス） 属
スポッテッドガー Lepisosteus oculatus Winchell, 1864
観賞魚としては最も一般的なガーで、銀色の体に黒い斑点が目立つ種類である。
ロングノーズガー Lepisosteus osseus (Linnaeus, 1758)
この属では最大であり、通常は1.4m程度になり、最大で2mの記録がある。吻は嘴のように、非常に細長く伸長する。
ショートノーズガー Lepisosteus platostomus Rafinesque, 1820
単色の体に幅広い吻をもつ。吻は他のガー類と比較し短い。
フロリダガー Lepisosteus platyrhincus DeKay, 1842
スポッテッドガーとの違いは吻部の断面の形状などで、外部から見分けることは困難である。

### 化石種
現時点において保存の良い標本があり、明らかに種として区別できるものは12種で、現生する2属の他、Masillosteus 属・Obaichthys 属・Oniichthys 属などに分類されている。ジュラ紀中期から白亜紀後期に生息したアスピドリンクス（学名：Aspidorhynchus）は、外見がガーパイクに似ているものの、この仲間には含まれない。むしろアミア目に近いとされる。

#### 絶滅した属

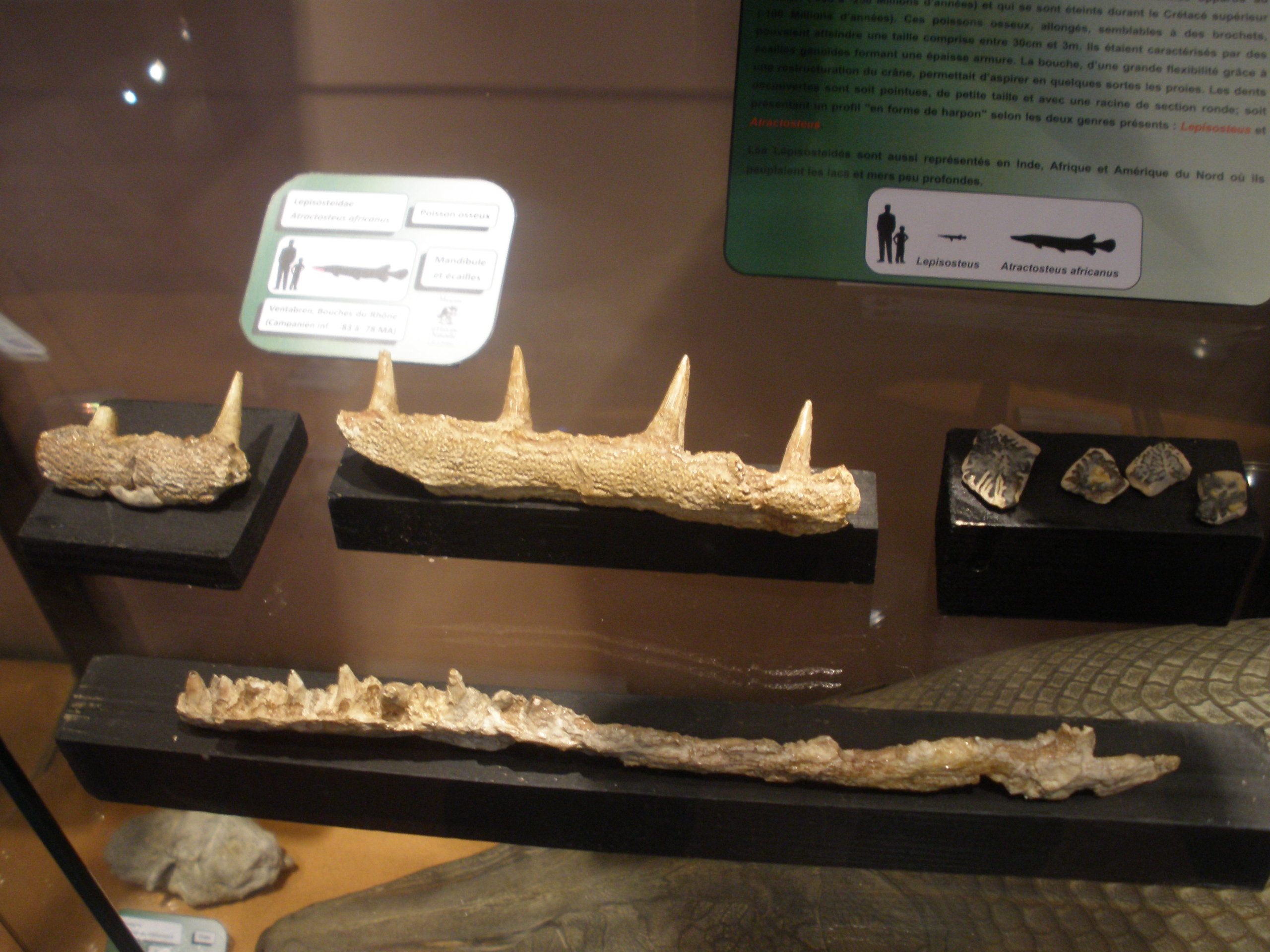
A. africanus の化石

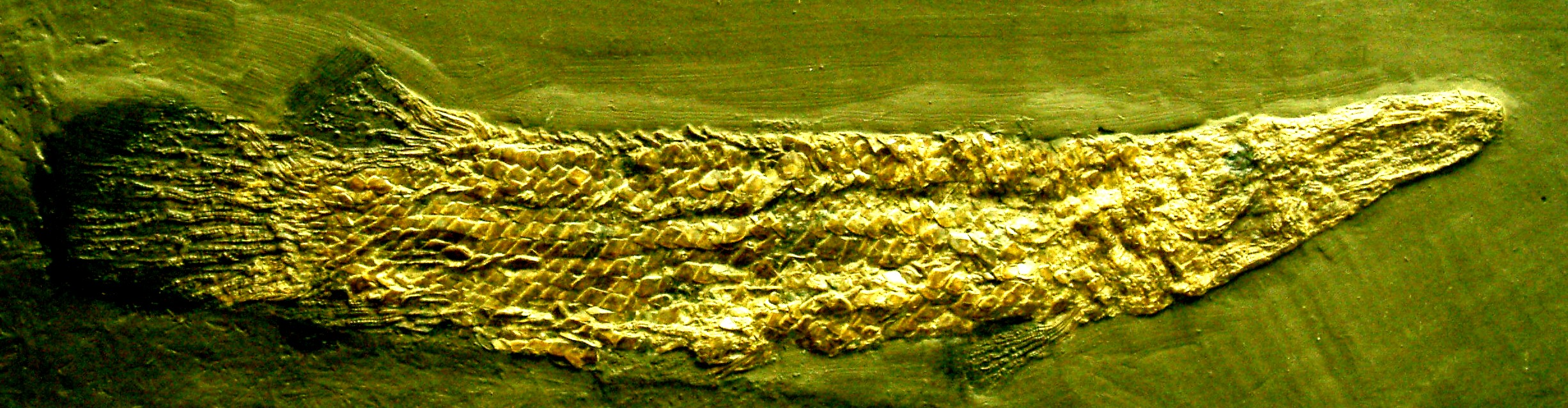
Atractosteus 属の化石

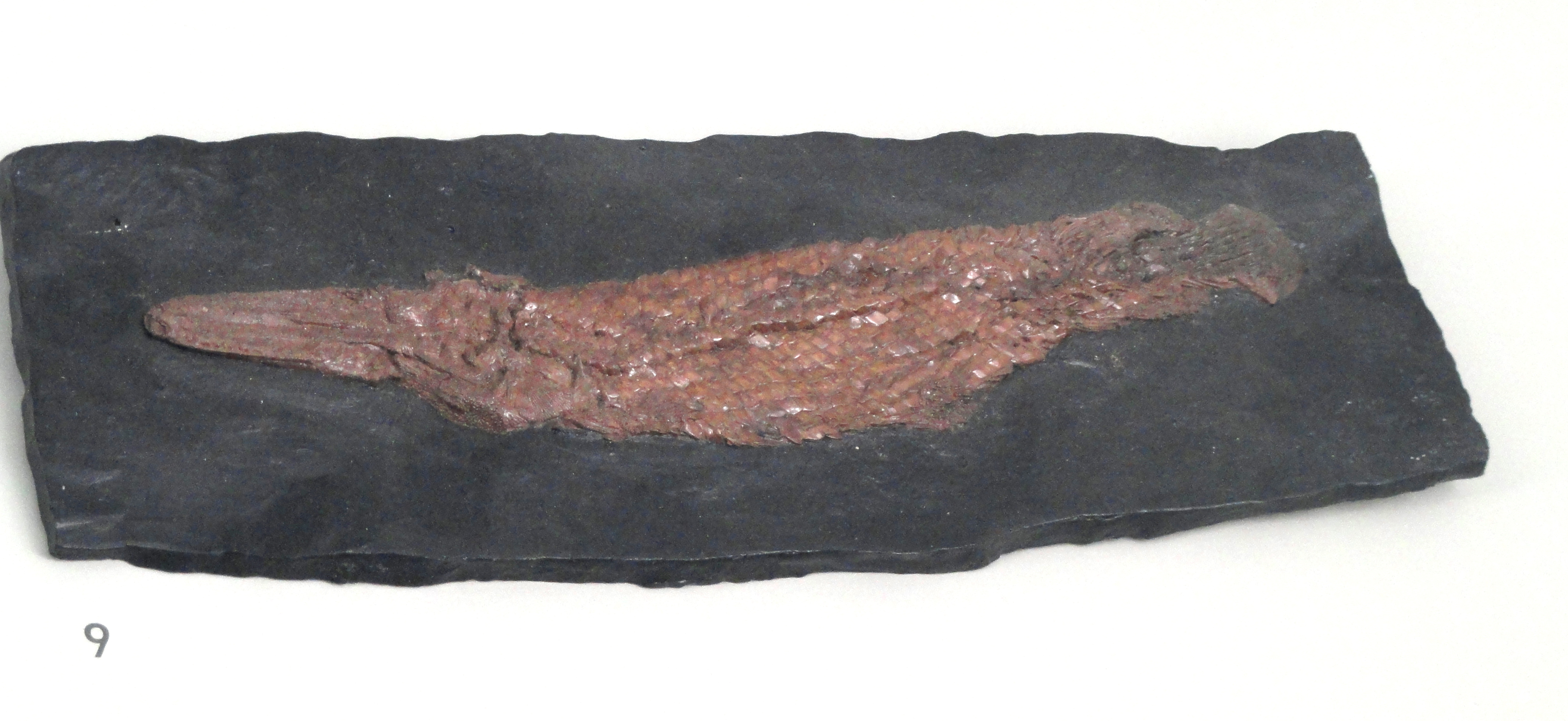
Atractosteus strausi の化石

Obaichthys 属
南アメリカにおける白亜紀前期の地層で2種が発見されている。
Oniichthys 属
アフリカにおける白亜紀の地層で1種が発見されている。

#### 現生する属に含まれる種
Atractosteus 属
以下の5種が知られている。属名はA.と略した。
| 種の学名                                                 | 生息年代   | 化石の産地               |
| -------------------------------------------------------- | ---------- | ------------------------ |
| A. strausi （アトラクトステウス・ストラウシ）            | 始新世     | ドイツ、メッセル         |
| A. simplex （アトラクトステウス・シンプレックス）        | 始新世前期 | アメリカ、ワイオミング州 |
| A. africanus （アトラクトステウス・アフリカヌス）        | 白亜紀後期 | ニジェール               |
| A. occidentalis （アトラクトステウス・オッキデンタリス） | 白亜紀後期 | アメリカ、ネブラスカ州   |
| A. atrox （アトラクトステウス・アトロックス              | 始新世前期 | アメリカ、ワイオミング州 |

Lepisosteus 属
以下の4種が知られている。属名はL.と略した。
| 種の学名                                             | 生息年代           | 化石の産地                       |
| ---------------------------------------------------- | ------------------ | -------------------------------- |
| L. opertus （レピソステウス・オペルトゥス）          | 白亜紀後期         | アメリカ、モンタナ州             |
| L. cuneatus （レピソステウス・クネアトゥス）         | 始新世前期         | アメリカ、ユタ州                 |
| L. indicus （レピソステウス・インディクス）          | 白亜紀後期         | インド                           |
| L. fimbristus （レピソステウス・フィムブリアトゥス） | 始新世〜漸新世前期 | ベルギー，フランス，イングランド |